# Приишимский сельский округ
Приишимский сельский округ (каз. Приишим ауылдық округі) — административная единица в составе района Шал акына Северо-Казахстанской области Казахстана. Административный центр — село Повозочное.
Население — 1376 человек (2009, 1715 в 1999, 2091 в 1989).
Динамика численности
| Численность населения | Численность населения | Численность населения |
| 1989                  | 1999                  | 2009                  |
| --------------------- | --------------------- | --------------------- |
| 2091                  | ↘1715                 | ↘1376                 |

## История
Приишимский сельский совет образован Указом Президиума Верховного Совета Казахской ССР от 3 июня 1952 года. 12 января 1994 года постановлением главы Северо-Казахстанской областной администрации образован Приишимский сельский округ.

## Состав
В состав округа входят такие населенные пункты:
| Населенный пункт | Население, человек (1989) | Население, человек (1999) | Население, человек (2009) |
| ---------------- | ------------------------- | ------------------------- | ------------------------- |
| Бирлик, село     | 510                       | 455                       | 356                       |
| Меней, село      | 374                       | 223                       | 168                       |
| Ортаколь, село   | 82                        | 77                        | 65                        |
| Повозочное, село | 1125                      | 960                       | 787                       |